# 京阪中之島線
中之島線（なかのしません）は、大阪府大阪市北区の中之島駅から同市中央区の天満橋駅を結ぶ京阪電気鉄道の鉄道路線である。2008年に開業した。
正式な起点は中之島駅だが、列車運行上は天満橋駅から中之島駅へ向かう列車が下り、逆方向が上りとなっている。

## 概要
中之島線は、その名の通り大阪市北区の堂島川と土佐堀川に挟まれた中之島を東西に貫くように走る路線である。京阪本線（淀屋橋延長線）の淀屋橋駅と北浜駅においては大阪市高速電気軌道 (Osaka Metro)の地下鉄との乗り換えが容易であるのに対して、中之島線のなにわ橋・大江橋・中之島の各駅は、地下鉄の空白地帯に建設されたという側面もあって、Osaka Metroの地下鉄駅と直接に接続していない。他路線と地下通路などを介して連絡している駅は、天満橋駅を除けば渡辺橋駅のみであり、なにわ橋駅 - 北浜駅間・大江橋駅 - 淀屋橋駅間の乗り換えには土佐堀川を渡る一般道を利用する必要がある。
京阪本線と合流する天満橋駅の配線は線路別複々線となっているのに対して、京橋駅の配線は方向別複々線となっている。このため、同方向に向かう中之島線列車と淀屋橋発着列車相互間の乗り換えは、天満橋駅よりも京橋駅において行う方が容易であり、実際に中之島線列車の待ち合わせは京橋駅で行われている。
天満橋駅 - なにわ橋駅間のトンネルではダクタイルセグメントを使用している。これは、同区間には活断層である上町断層が横切っており、断層のずれを考慮したためである。また土佐堀川の下を潜るため漏水事故対策として水密扉が2箇所に設置されていて定期的に閉鎖訓練が行われている。
中之島駅・渡辺橋駅と大江橋駅以東との間を乗車する場合、および中之島駅と渡辺橋駅の間を乗車する場合に普通運賃で60円の加算運賃が適用されている。また、大江橋駅・なにわ橋駅と天満橋駅以東との間を乗車する場合は、それぞれ近接する京阪本線の淀屋橋駅・北浜駅との運賃と同額である。さらに、大江橋駅と淀屋橋駅、北浜駅となにわ橋駅は同一駅扱いで定期券を相互利用できる。

### 路線データ
- 管轄：京阪電気鉄道（第二種鉄道事業者）、中之島高速鉄道（第三種鉄道事業者）
- 路線距離（営業キロ）：3.0km（全区間地下鉄道）
- 軌間：1435mm
- 駅数：5駅（天満橋駅含む）
- 複線区間：全線複線
- 電化区間：全線電化（直流1500V）
- 最高速度：75km/h[1]
- 最急勾配：40‰（天満橋駅 - なにわ橋駅間）
- 最急曲線：半径160m（なにわ橋駅 - 大江橋駅間）
- 変電所：1か所[注釈 1]

## 運行形態

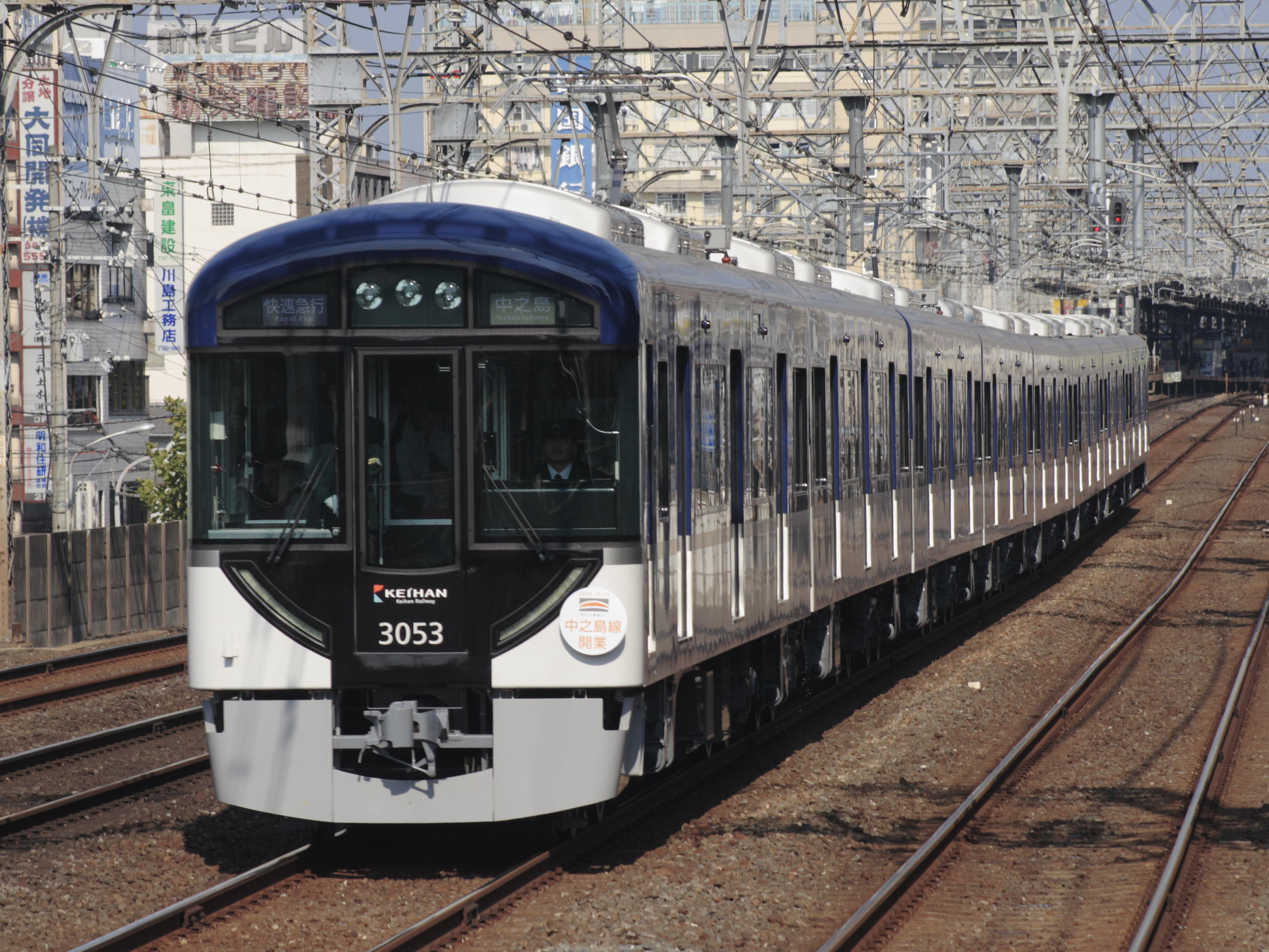
中之島線開通のヘッドマークを掲出し、快速急行として運用される3000系。同形式は中之島線の開業に伴って、同線に直通する快速急行用として導入された系列であるが、2011年のダイヤ改正で日中の快速急行は中止となったため、中之島線に乗り入れる列車で本系列を使用したものも少なくなった。

京阪本線と一体的に運行されている。中之島線内ではすべての営業列車が各駅に停車する。以下、2025年3月22日改定時点の運行形態を記す。
- 土・休日および正月ダイヤは下りは朝1本の快速急行、朝1本の準急を除き、上りは全列車が普通列車と区間急行での運転となっている。
- 日中は、普通列車（萱島発着5本）を1時間あたり5本運転。
- 平日ラッシュ時は普通の他、快速急行・通勤快急（朝の下りのみ1本）・準急・通勤準急（朝の下り1本のみ）・区間急行が運転される。
- 特急・急行は通常当線に乗り入れないが、京都競馬開催時に運転される淀発の臨時列車は中之島駅まで運転されることがある。

なお、下り中之島方面の優等列車については、なにわ橋駅以西の駅（天満橋駅以外の当線の全駅）の時刻表では「普通」として案内されている。

### 運行形態の変遷
2008年10月19日の中之島線開業当初の日中ダイヤでは、1時間あたり平日8本・休日6本の運転で、新たに設定された快速急行が、中之島線の開業に伴って導入された3000系（2代）によって30分間隔で運転していた。これに加えて、交野線直通列車として、平日朝に通勤快急「おりひめ」（私市発中之島行き）が2本、深夜に快速急行「ひこぼし」（中之島発私市行き）が3本設定され、2600系で運用されていた。また、快速急行以外の中之島線列車には、中之島駅 - 樟葉駅・萱島駅間の区間急行があり、1時間あたり平日6本、休日4本運転されていた。ラッシュ時のダイヤでは、準急・通勤準急の一部や普通も中之島着となっていた。
しかし、需要予測を大幅に下回る利用状況を受けて、2009年9月12日のダイヤ変更では、ラッシュ時の中之島駅発着の速達列車の一部を淀屋橋駅発着に変更し、その分中之島発着の普通列車に変更したほか、夕方以降の中之島発の快速急行の運転区間を短縮する代わりに淀屋橋発の特急の運転区間を延長するなど、中之島線に関しては減便となるダイヤ改定を初めて行った。
続く2011年5月28日のダイヤ改定では、日中における快速急行や区間急行の運転を取りやめ、1時間あたり準急2本・普通4本の計6本の運転となった。ただし、昼間時間帯は京橋駅で淀屋橋駅発着の特急や急行の接続を考慮したダイヤになったために、京都方面への所要時間は従来より短縮された。その反面、中之島線直通列車は上下線ともほぼ大半が淀屋橋駅発着列車よりも先に京橋駅に入り、淀屋橋駅発着列車を2本連続で接続待ちしてから発車するダイヤになったため、京橋駅での停車時間が長くなり、大江橋駅・なにわ橋駅の淀屋橋駅・北浜駅に対する優位性が削がれる結果になった。また、この改定で「おりひめ」、「ひこぼし」が共に1本のみに削減されている。
平日朝ラッシュ時は、中之島駅 - 出町柳駅間の快速急行、出町柳（一部三条）発の通勤快急が運行されていた。一方夕ラッシュ時は中之島発の快速急行がすべて樟葉行きとなり、折り返しの中之島行きは準急となった（3000系（2代）を使用する列車も2013年3月までは一部あった）。
さらに、2013年3月16日のダイヤ改定で、日中に運行されていた中之島駅発着の準急が淀屋橋駅発着に変更され、一部の時間帯を除きすべて普通列車となった。「おりひめ」、「ひこぼし」はこの改定で廃止されている。また、土休日ダイヤ（正月ダイヤも含む）においては快速急行や準急などの優等列車の運転は、ごく一部の区間急行を除いてほぼ完全に消滅した。
2016年3月19日のダイヤ改定では、平日ラッシュ時において、中之島駅を発着する通勤快急・快速急行が大幅に減少した。平日朝に6本設定されていた中之島行きの通勤快急は、1本が淀屋橋行きとなり、中之島行きは3本に減少した。残る2本は、淀屋橋行きの特急と急行にそれぞれ変更された。中之島発の快速急行は、出町柳行きがすべて淀屋橋発となり、当路線開業以来続いてきた、中之島 - 出町柳を直通する快速急行は完全に消滅した。そのため、中之島駅を始発とする快速急行は、朝の樟葉行き2本と、夕方から夜間の樟葉行き14本のみとなった。そして、中之島行きの快速急行に至っては、枚方市始発の1本のみにまで減少した。
さらに、2017年2月25日のダイヤ改定では、夕方から夜間の樟葉行きの快速急行がすべて淀屋橋発（一部は急行）に変更され、中之島駅を始発とする快速急行は、平日朝の樟葉行き2本にまで減少した。一方、夕方から夜間の淀屋橋発の準急の一部が、快速急行と入れ替わる形で、中之島発に変更されている。この改定により、中之島駅を発着する通勤快急・快速急行は、平日朝の上り2本・下り4本のみとなった。
同年8月20日のダイヤ改定では、中之島発の快速急行1本が淀屋橋発に変更され、淀屋橋発の各駅停車出町柳行が中之島発に変更された。これにより中之島駅を発着する快速急行は、平日朝の上り・下り共に1本のみになった。
2021年1月31日のダイヤ改定では朝の快速急行が廃止され、夕方に中之島発樟葉行きの快速急行が1本設定された。これにより、快速急行の運転は上りのみとなった。
2021年9月25日のダイヤ改定で、京阪が日中のダイヤを15分間隔を基本とする変更を行い、中之島線も日中の列車本数が1時間あたり6本から4本へ減便となった。

### 大阪・関西万博での臨時列車
大阪・関西万博開幕に合わせ、2025年4月13日から同年10月13日まで特急・快速急行が運転される。使用車両は8000系及び3000系（一部列車はプレミアムカーを連結）。中之島線内は各駅に停車する。

## 使用車両
京阪線で使用されている全ての7 - 8両編成の一般車が乗り入れる。8000系および3000系（2代）は定期運行のダイヤでは乗り入れないが臨時特急で乗り入れることがある。
開業時は3000系（2代）が終日乗り入れていたほか、8両・7両編成の一般車、5000系が乗り入れていた。また、平日朝ラッシュ時と深夜には、交野線直通の通勤快急・快速急行として、5両編成の一般車も乗り入れていた。2009年9月12日のダイヤ改定以後は、10000系（4両編成）も乗り入れていた。しかし、2011年5月28日以後は、土・休日および、平日日中は、ほぼ、7両一般車と5000系のみの乗り入れとなった。3000系（2代）と8両一般車は朝夕ラッシュ時、5両一般車は朝ラッシュ時と深夜の交野線直通の通勤快急と快速急行となった。一方新たに8000系（0番台と30番台）が片道の中之島行きの普通で乗り入れるようになった（折り返しは回送）。2013年3月16日以後は、5両一般車の乗り入れと3000系（2代）の夕方の乗り入れがいったん廃止となった。2016年3月19日以後は、3000系（2代）や8両一般車の乗り入れが大幅に削減された。一方3000系（2代）の夕方の乗り入れが再開された（2016年9月24日の運用変更で夕方の乗り入れは完全に廃止）。このダイヤ改定以後、中之島線に乗り入れてくる車両は、8両（一部）・7両一般車、5000系が中心となった。さらに、2017年2月25日以後は3000系（2代）の乗り入れは、平日朝の下り2本・上り1本のみとなった（上り1本は回送）。
2017年8月20日のダイヤ改定では、8000系の乗り入れが廃止となった。一方、3000系（2代）の乗り入れは、平日朝に通勤快急1本（中之島行き）・区間急行1本（中之島行き）・普通2本（1本は中之島行き・1本は萱島行き）・回送2本（いずれも寝屋川信号所行き）となっており、普通が片道1本増えた一方、通勤準急での運用は廃止された。
2021年1月31日のダイヤ改定では3000系（2代）の乗り入れが廃止となり、同年9月には5000系が営業運転を終了した。
京阪本線とは異なり、中之島線を走る列車には女性専用車両は設定されない。

## 利用状況
開業前の需要予測は、1日あたり7万2000人と決して大きい数字ではなかったが、開業後の乗降人員は3万人前後と低迷している上、2020年度 - 2021年度のコロナ禍による減少から回復しきっていない（下表参照）。乗客の伸び悩む原因には、接続路線の少ないことや沿線に繁華街が無いことなどが挙げられる。中之島線の中之島駅が2031年度に開業する予定のなにわ筋線との乗換駅になることにより、京阪沿線と新大阪方面、関西国際空港との間のアクセスが向上し、乗客の増加が期待されている。
4駅を合わせた1日あたりの乗降人員の推移は以下の通り。
| 年度   | 1日平均 乗降人員 | 出典   |
| ------ | ---------------- | ------ |
| 2008年 | 25,618           | [ 14 ] |
| 2009年 | 27,396           | [ 15 ] |
| 2010年 | 30,873           | [ 16 ] |
| 2011年 | 33,310           | [ 17 ] |
| 2012年 | 30,291           | [ 18 ] |
| 2013年 | 26,296           | [ 19 ] |
| 2014年 | 31,334           | [ 20 ] |
| 2015年 | 27,438           | [ 21 ] |
| 2016年 | 29,267           | [ 22 ] |
| 2017年 | 29,666           | [ 23 ] |
| 2018年 | 29,415           | [ 24 ] |
| 2019年 | 30,127           | [ 25 ] |
| 2020年 | 23,681           | [ 26 ] |
| 2021年 | 21,473           | [ 27 ] |
| 2022年 | 22,202           | [ 28 ] |
| 2023年 | 25,609           | [ 29 ] |

## 歴史

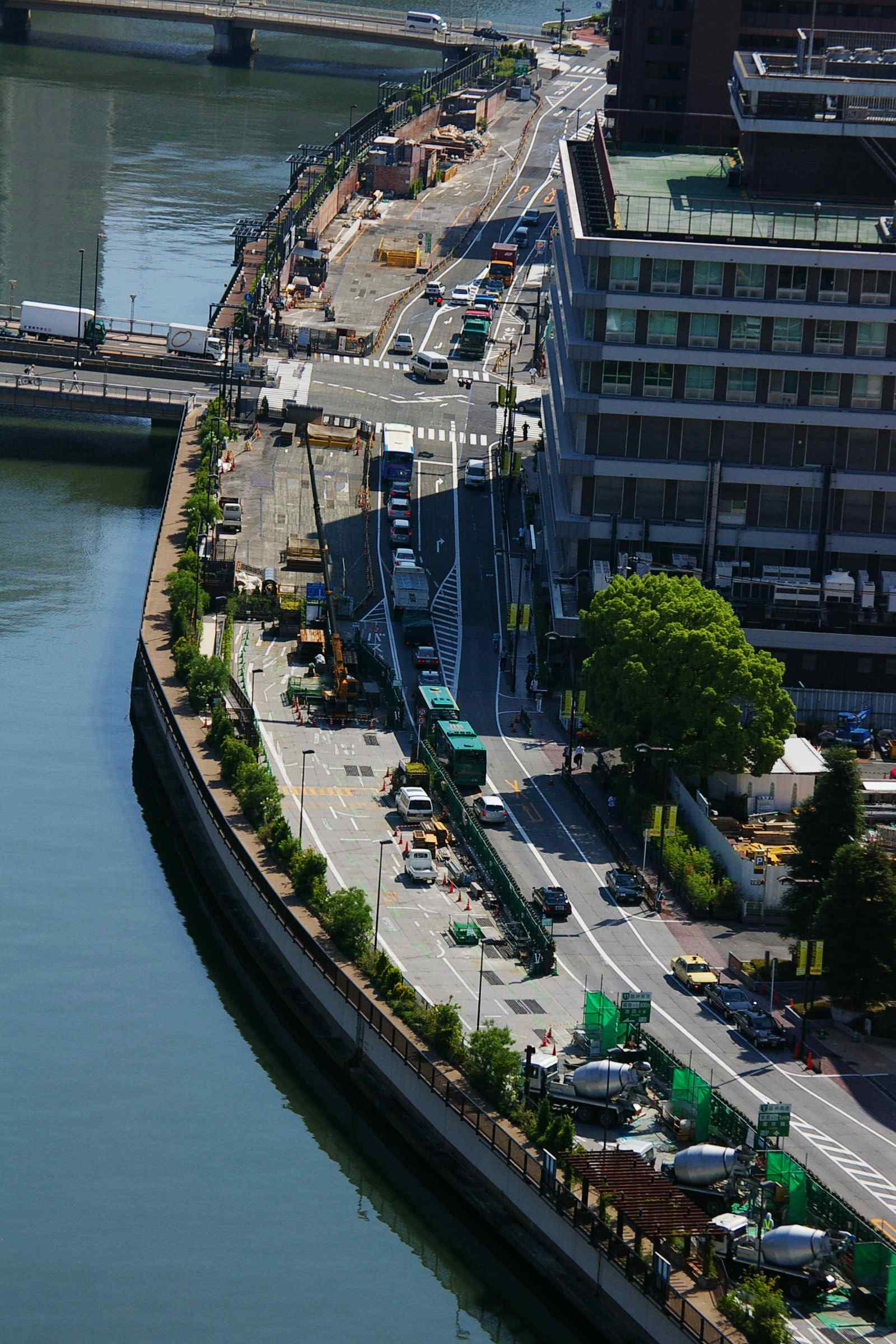
中之島駅付近の工事現場
（2007年6月23日）

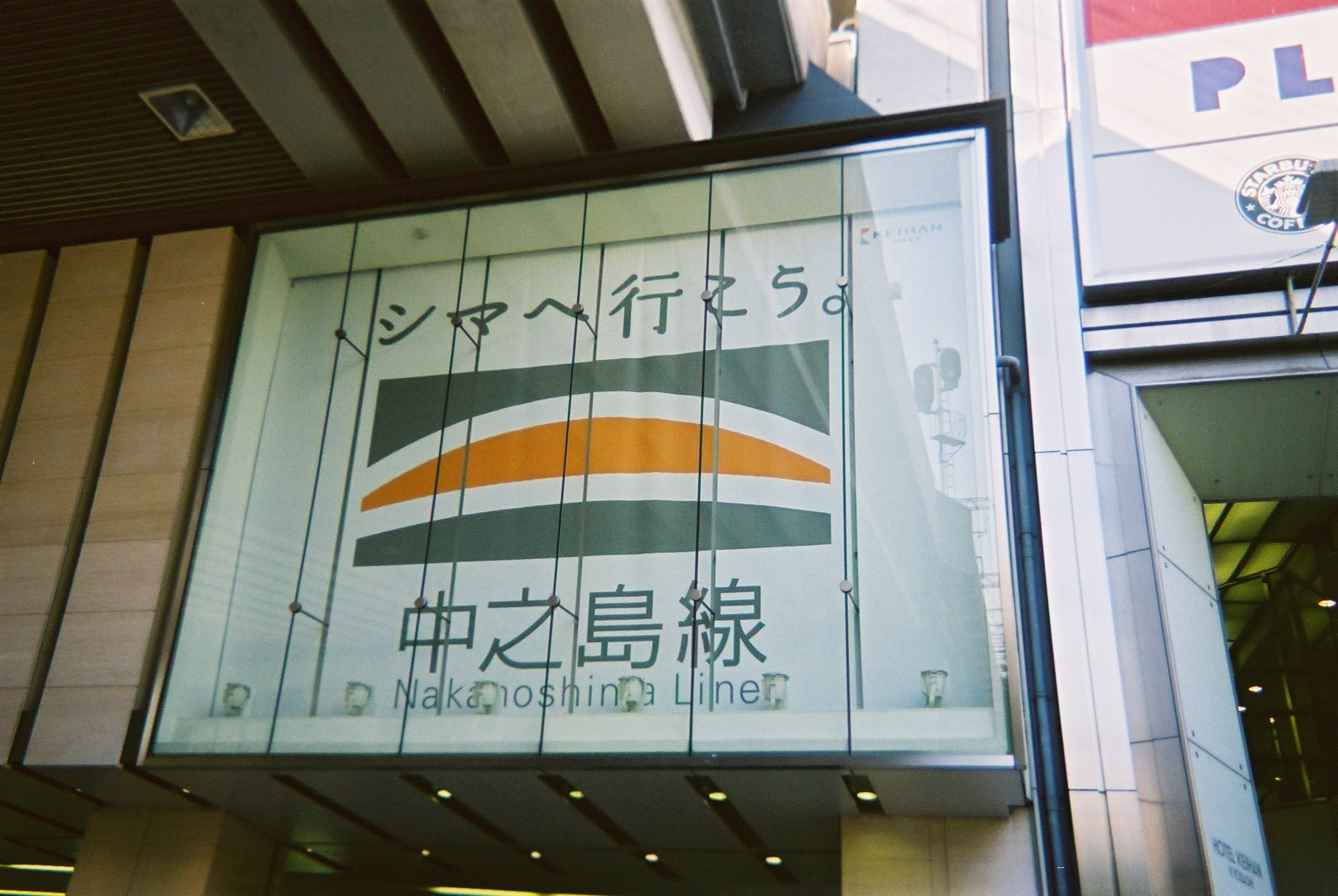
京阪京橋駅に掲げられた中之島線の看板

計画自体は1980年頃から京阪本線の10両運転を実施可能にすることと淀屋橋駅における混雑緩和と片福連絡線（のちのJR東西線）やなにわ筋線等への対応を目的に検討された。
2006年11月の京阪電気鉄道の発表では総事業費1,503億円とされたが、半年の工期短縮もあり、約200億円の削減に成功した。
- 2001年（平成13年）
  - 3月30日：京阪電気鉄道が中之島新線事業への着手を正式決定[31]。
  - 7月10日：中之島高速鉄道設立[32]。
  - 9月27日：京阪電気鉄道と中之島高速鉄道が中之島新線の事業許可を申請[33]。
- 2002年（平成14年）10月9日：大阪市都市計画審議会が中之島新線を市に答申[34]。
- 2003年（平成15年）5月28日：大阪国際会議場で起工式を挙行[35]。
- 2006年（平成18年）
  - 4月16日：天満橋駅のホーム形態を変更。
  - 11月13日：正式路線名と駅名を発表。
- 2007年（平成19年）10月31日：トンネルが全線貫通。
- 2008年（平成20年）
  - 2月：ロゴとスローガンを発表。
  - 3月21日：レールが全線つながりレール締結式。運賃認可申請。
  - 4月15日：運賃認可。
  - 8月1日：試運転開始[36]。
  - 10月14日：国土交通省より第7回『日本鉄道賞 駅・町・水辺の一体計画賞』を受賞。
  - 10月19日：中之島駅 - 天満橋駅間が開業。
  - 10月31日：国土交通省近畿運輸局より『交通関係環境保全優良事業者等表彰』を受ける。
- 2009年（平成21年）10月1日：中之島線の4駅がグッドデザイン賞を受賞。
- 2011年（平成23年）5月28日：ダイヤ改定により日中の快速急行・区間急行を廃止。
- 2013年（平成25年）3月16日：ダイヤ改定により、準急の大半を普通に変更。「おりひめ」「ひこぼし」を廃止。土・休日ダイヤにおいて、優等列車の当路線への乗り入れをほぼ完全に廃止し、ごく一部の区間急行と普通列車のみの乗り入れとなる。
- 2016年（平成28年）
  - 3月19日：ダイヤ改定により、中之島駅を発着する通勤快急・快速急行の本数が大幅に減少。中之島行きの快速急行に至っては枚方市始発の1本のみとなる。
  - 10月31日：中之島線の全駅に旅客案内ディスプレーを設置[37]。
- 2017年（平成29年）2月25日：ダイヤ改定により、平日夕方から夜間の中之島始発の快速急行が淀屋橋発に変更。代わりに淀屋橋発の準急の一部が中之島発に変更。
- 2021年（令和3年）1月9日：K-ATS使用開始[38]。
- 2025年（令和7年）3月22日：ダイヤ改定により、日中時間帯などの普通・区間急行が4両編成に減車、また大阪・関西万博の会期中に特急や快速急行の臨時列車が設定される。

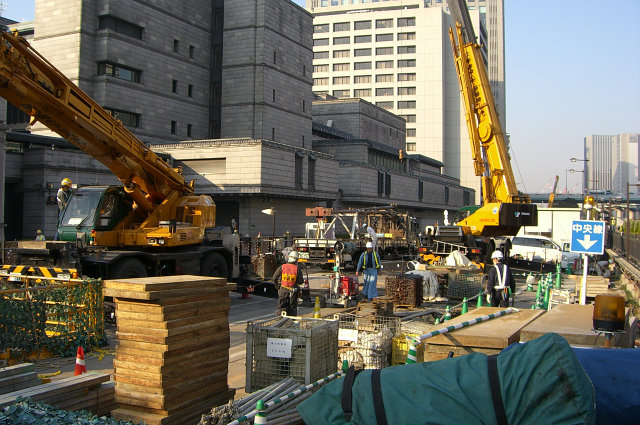
4工区 大江橋駅付近 （2006年11月10日）
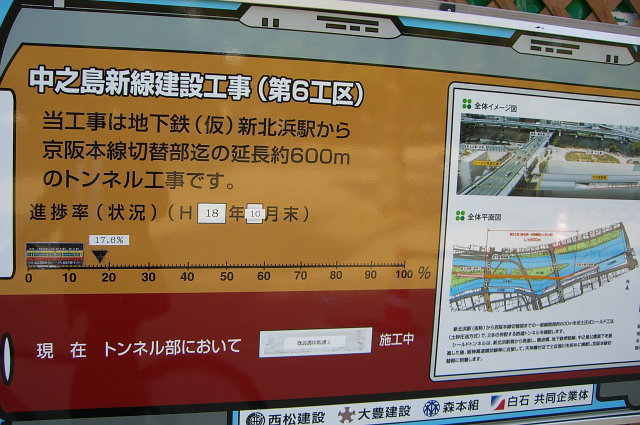
6工区 なにわ橋駅付近 （2006年11月10日）

## 延伸計画等
2004年の近畿地方交通審議会答申第8号では、「中期的に望まれる鉄道ネットワークを構成する新たな路線」として中之島線を中之島駅から西九条駅を経て此花区の新桜島および夢洲方面へ延伸する案が示されている。しかし、京阪としては当時はなにわ筋線の建設目処が立っていなかったことから、他路線と連絡ができる西九条駅までの延伸を希望しているが、自社単独での延伸は資金面において困難であることも明らかにしており、国や大阪府の補助を前提としての計画となる。
また、西九条から先、同区にあるUSJを含めたユニバーサルシティにホテル京阪が進出したことや、阪神が2009年3月20日から近鉄との相互直通運転を開始したことから、USJ、新桜島および夢洲方面への延伸計画が有力とみられている。さらに、2008年9月11日に京阪電鉄の佐藤茂雄CEOは、さらに大阪ワールドトレードセンタービルディング（WTC、現：大阪府咲洲庁舎）までの延伸も検討していることを明らかにしている。これは、同年8月5日に橋下徹大阪府知事（当時）が大阪府庁舎をWTCへ移転する考えを示したためと見られる。なお、WTC方面へ延伸する場合は、夢洲駅 - コスモスクエア駅間以外は建設の目途が立っていない北港テクノポート線（新桜島 - コスモスクエア）とルートが重複する。
中之島線の延伸区間である中之島 - 新桜島間7.3kmのルートは、中之島駅から堂島川をくぐり、上船津橋北詰、中央市場北口、中央市場西口の交差点の地下を通り、西九条と千鳥橋を経て、桜島二丁目交差点付近に計画中の北港テクノポート線の新桜島駅（仮称）に至る。なお西九条駅 - 桜島駅間には桜島線（JRゆめ咲線）が通っているが、中之島線は桜島線とは違うルートを通る。このうち西九条駅 - 千鳥橋駅間は阪神なんば線と並走する予定となっている。佐藤茂雄CEOは新聞取材に対し、この区間を利用して将来的に阪神へ直通運転したい旨も語った。
2017年7月に、京阪ホールディングスの加藤好文社長は「夢洲へのIR誘致が決まれば、中之島駅から南西に進んで地下鉄中央線の九条駅につなげる」との考えを明らかにした。当初計画していた西九条駅から九条駅への変更について加藤社長は「九条駅で中央線とつなげば、京都とIRのある夢洲が結ばれる」と説明し、夢洲と祇園四条を1時間強で結び、京都観光で訪れた訪日外国人を夢洲に運ぶインバウンド路線にしたい旨を語った。また、九条駅では相互乗り入れを想定するとしながらも、給電方式や電圧など解決すべき課題があり、京阪では今後検討するとしている。
また、阪急が敷設する新線（新大阪連絡線）を含めた四つ橋線の北ヤード・十三・新大阪方面延伸（西梅田・十三連絡線）が実現すれば、四つ橋線が南北の交通において重要な役割を果たす可能性があるため、その四つ橋線と乗り換えできる中之島線の役割も重要になる可能性がある。中之島駅では計画中のなにわ筋線との接続も予定されている。そのほか、将来的には淀屋橋駅と大江橋駅の間についても連絡通路を設けることが検討されている。
2018年2月に京阪は、九条駅からさらに西九条駅まで延伸する案を明らかにした。
2023年7月1日、京阪は、夢洲方面への延伸の可否を判断する「中之島線延伸検討委員会」を立ち上げ、同年度中に結論を出す方針を固めたが、IR事業者に違約金無しで計画を撤回できる「解除権」が存在していたこともあって、IRの先行きが不透明であることから、結論は来年度以降に先送りされた。その後、この「解除権」については2024年9月に事業者が放棄したことでIRの開業がほぼ確実なものとなったため、大阪府・大阪市を含めた協議体の下で改めて検討を進め、2025年度前半に結論を出すこととした。そして、大阪府・大阪市において「夢洲アクセス鉄道に関する検討会」（座長・宇都宮浄人関西大学教授）が、2024年11月から2025年7月まで開催された結果、2004年の近畿地方交通審議会答申第8号の答申案（中之島 - 西九条 - 新桜島 - 夢洲）ではなく、中之島 - 九条の案が優位にあるとされた。

## 駅一覧
- 駅番号は2014年4月1日に導入[49]。
- 全駅大阪府大阪市内に所在。
- 全列車中之島線内は各駅に停車する。臨時列車を除き、快速特急「洛楽」・特急・ライナー・急行は運行されない。

| 駅番号 | 駅名       | 駅間キロ | 営業キロ | 接続路線                                                                               | 所在地 |
| ------ | ---------- | -------- | -------- | -------------------------------------------------------------------------------------- | ------ |
| KH54   | 中之島駅   | -        | 0.0      |                                                                                        | 北区   |
| KH53   | 渡辺橋駅   | 0.9      | 0.9      | 大阪市高速電気軌道： 四つ橋線（肥後橋駅：Y12）                                         | 北区   |
| KH52   | 大江橋駅   | 0.5      | 1.4      | 大阪市高速電気軌道： 御堂筋線（淀屋橋駅：M17）                                         | 北区   |
| KH51   | なにわ橋駅 | 0.6      | 2.0      | 大阪市高速電気軌道： 堺筋線（北浜駅：K14）                                             | 北区   |
| KH03   | 天満橋駅   | 1.0      | 3.0      | 京阪電気鉄道： 京阪本線（鴨東線出町柳駅まで直通運転） 大阪市高速電気軌道： 谷町線(T22) | 中央区 |

2006年11月13日駅名決定。駅名決定までは以下のような仮称駅名が使用されていた。渡辺橋と大江橋は現駅名と仮称が同じである。
- 玉江橋（仮称）→中之島（副駅名：大阪国際会議場）
  - 「近代の中之島のイメージは、東側に偏り過ぎていたが、元々西側から発展してきたことを考えると、新線開通を機に西側に目を向けてもらうことを意図した」とされる。
- 新北浜（仮称）→なにわ橋
  - 近隣にある「難波橋」（なにわばし）から由来するが、「なんば（難波）」との誤読・混乱を避けるため、ひらがなが採用された。

### 駅設備
バリアフリー対策
既存の天満橋駅も含めて、すべての駅には視覚障害者用駅構内案内図・点字運賃表・点字ブロック・誘導鈴、エレベーター、オストメイト・車イス対応でオムツ交換台を備えた多目的トイレが設置されている。
他駅サポートシステム
情報ネットワークシステムを利用して「自律分散式列車運行管理システム（アデック）」連動駅の中之島駅から渡辺橋・大江橋・なにわ橋の各駅の旅客に対する遠隔対応や駅設備の遠隔操作監視ができるシステムで、駅員が駅構内の巡回等で改札口にいなくてもIPカメラ・IPインターホンを使い対応できるだけでなく、駅出入口のシャッター・エスカレーター・エレベーター・空調・照明などの駅設備の操作監視が可能である。
行先表示機
フルカラーLEDの行先表示機で、表示はアデックからの表示情報により自動制御され、アデックの連動していない3駅は近隣のアデック連動駅から情報ネットワークで転送される。
河川利用空調システム
渡辺橋駅を除く3駅では、横を流れる堂島川・土佐堀川から水を汲み上げ熱交換して戻し、熱交換で得た熱エネルギーで空調を賄っている。これにより、大気への放熱を抑え、ヒートアイランドの抑制が期待されている。
太陽光の導入
大江橋となにわ橋の両駅において光ファイバーや光ダクトで地上から太陽光を地下のコンコースに取り入れ、自然光を使った空間の演出や、周辺の照明の消灯による省エネを図っている。
旅客案内ディスプレー
2016年10月末より使用開始された装備。ダイヤの乱れや運休、振り替え輸送などの最新情報を視覚的に表示する。平常時にはマナー広告や観光案内などを多国語で表示する。

## その他
1900系の入線
1900系の1919F、1929Fの2編成は中之島線開業の前日、2008年10月18日に定期運用を終了し、同年12月に淀屋橋→三条間のさよなら運転をもって引退したため定期運用で中之島線で運行したことはないが、同年8月1日から行われた中之島線試運転の期間中に両編成とも入線の実績がある。
中之島線が登場するコミック
『テツぼん』 原作 高橋遠州、作画永松潔
ビッグコミックオリジナル連載中の「鉄ちゃんの国会議員」が主人公の漫画。2011年16号掲載の『節電は続くよ』（2012年12月発売コミックス5巻に収録）で、中之島線の河川利用空調システムを例に出して、地域冷暖房の一元管理システムに河川利用システムを組み込むように提案している。